# Netstal
Netstal (toponimo tedesco) è una frazione di 2 875 abitanti del comune svizzero di Glarona, nel Canton Glarona.

## Geografia fisica
Netstal ha una superficie di 10,63 km². Di questa superficie, il 30,8% è utilizzato per scopi agricoli, mentre il 32,8% è coperto da foreste. Del resto, il 9,6% è insediato (edifici o strade) e il restante (26,9%) è improduttivo (fiumi, ghiacciai o montagne).
Netstal si trova nell'Altopiano Glarona, ai piedi orientali del monte Wiggis e alla confluenza del fiume Löntsch (proveniente dalla valle Klöntal) nel fiume Linth

## Storia

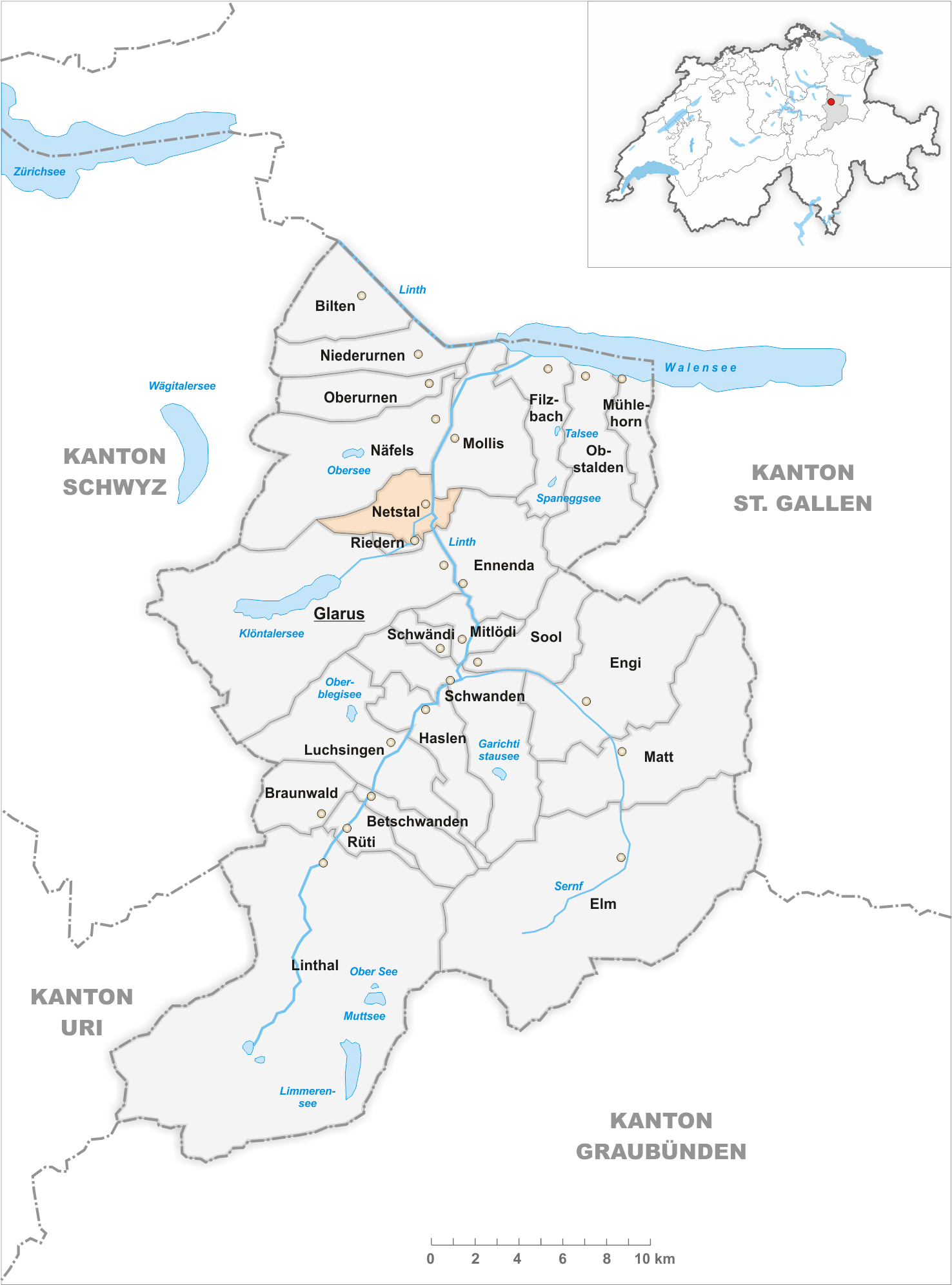
Il territorio del comune di Netstal prima degli accorpamenti comunali del 2011

Già comune autonomo che si estendeva per 10,63 km² e che comprendeva anche le frazioni di Leuzingen e Löntschen, il 1º gennaio 2011 è stato accorpato al comune di Glarona assieme agli altri comuni soppressi di Ennenda e Riedern.

## Monumenti e luoghi d'interesse

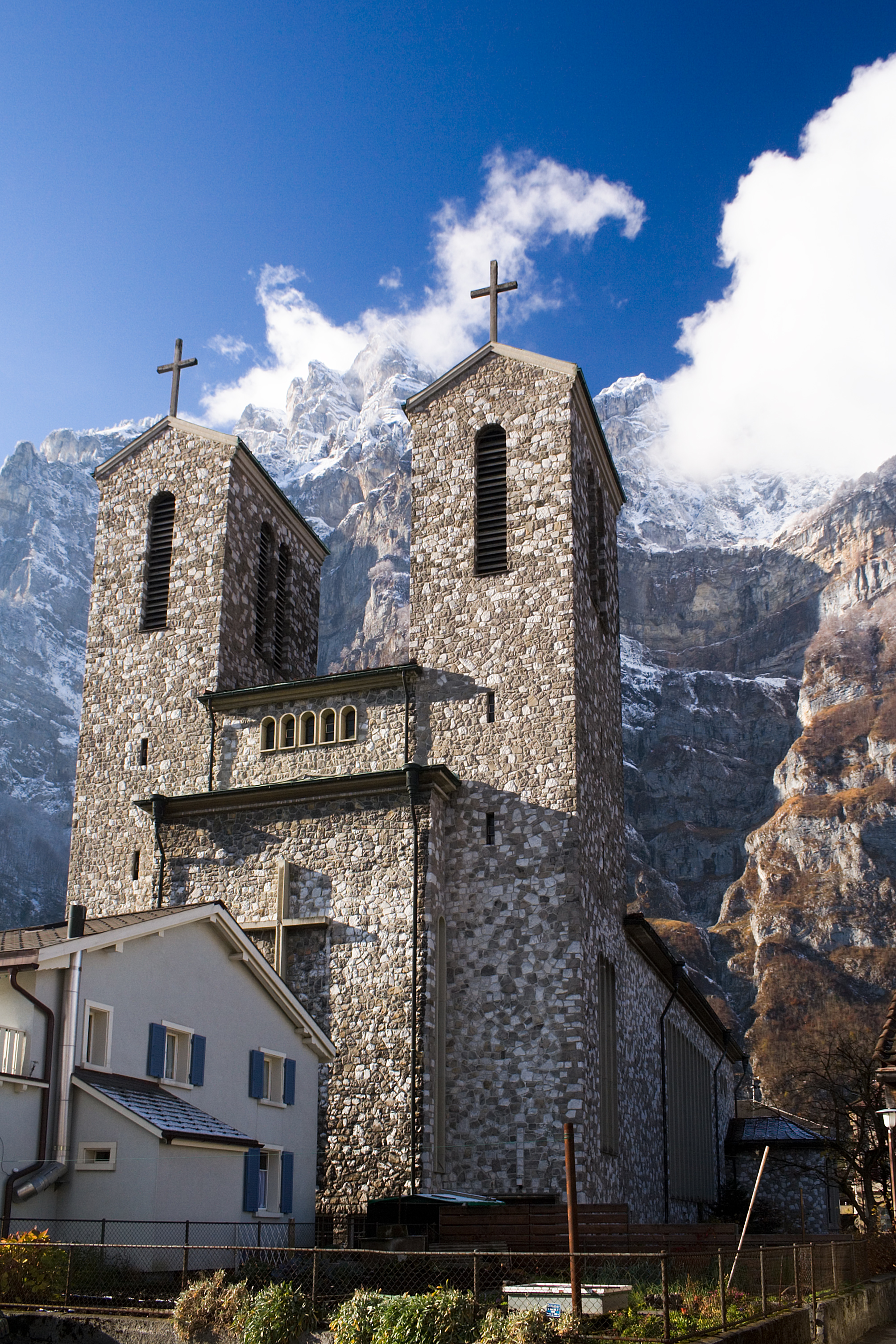
La chiesa cattolica dei Re Magi

- Chiesa cattolica dei Re Magi, eretta nel 1421 da Matthias Netstaler e ricostruita nel 1708 e nel 1935[1];
- Chiesa riformata, eretta nel 1698 e ricostruita nel 1811-1813[1].

## Società

### Evoluzione demografica
L'evoluzione demografica è riportata nella seguente tabella:
Abitanti censiti

## Infrastrutture e trasporti

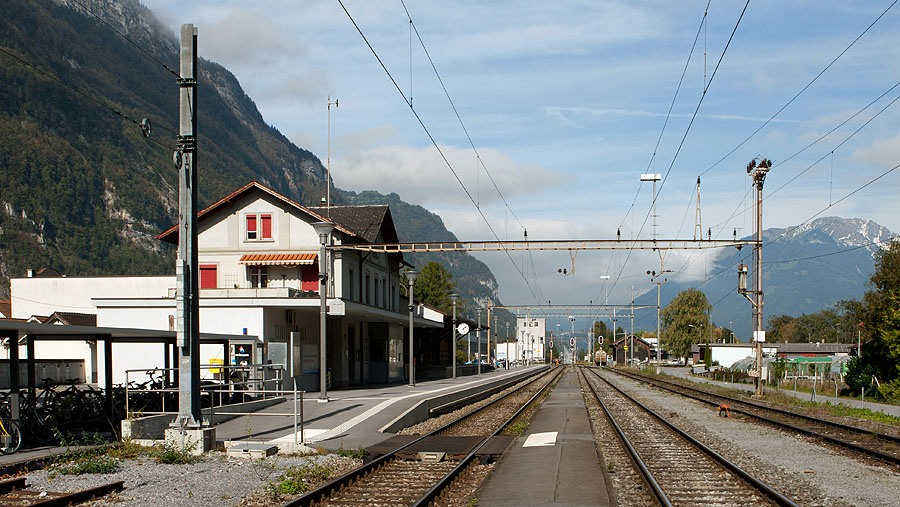
La stazione di Netstal

La località è servita dalla stazione di Netstal sulla ferrovia Weesen-Linthal (linea S25 della rete celere di Zurigo e linea S6 della rete celere di San Gallo).

## Amministrazione
Ogni famiglia originaria del luogo fa parte del comune patriziale che ha la responsabilità della manutenzione di ogni bene comune.